# بير ماتسون
بير ماتسون (بالسويدية: Per Mattson)‏ هو مجدف سويدي، ولد في القرن التاسع عشر، وتوفي في القرن العشرين في Älvsjö ‏ في السويد.

## وصلات خارجية
- بير ماتسون على موقع الاتحاد الدولي للتجديف (الإنجليزية)
- بير ماتسون على موقع أوليمبيديا (الإنجليزية)
- بير ماتسون على موقع اللجنة الأولمبية السويدية (السويدية)